# Mohammad al-Sadr
Mohammad al-Sadr (en árabe: سيد محمد الصدر; Imperio Otomano, 7 de enero de 1882-Irak, 3 de abril de 1956) fue un político del Reino de Irak. Fue el 17.º primer ministro de Irak entre el 29 de enero y el 26 de junio de 1948.

## Biografía
Miembro de la prominente familia Sadr, que afirmaba ser descendiente del profeta Mahoma, recibió educación islámica tradicional. nacionalista árabe activo antes de la Primera Guerra Mundial, entre 1919 y 1920 fundó la Guardia Nacional del partido nacionalista (al-Haras al-Watani) y ayudó a organizar la revuelta iraquí contra los británicos. Escapando del arresto huyó a Najd, y posteriormente regresó a Irak. Fue nombrado miembro del Senado de Irak, convirtiéndose en su presidente en la década de 1940.
En enero de 1948, la firma del tratado de Portsmouth con el Reino Unido condujo al levantamiento de Al-Wathbah y la caída del gobierno de Salih Jabr. Al-Sadr se convirtió en primer ministro durante cinco meses. Posteriormente, se desempeñó nuevamente como presidente del Senado desde enero de 1953 hasta diciembre de 1955.
Falleció el 3 de abril de 1956.